# Felimida sphoni
Felimida sphoni Ev. Marcus, 1971 è un mollusco nudibranchio della famiglia Chromodorididae.